# Stazione di Botteghelle
La stazione di Botteghelle è una delle stazioni ferroviarie di Napoli, parte delle ferrovie Napoli-Nola-Baiano e Napoli-Centro Direzionale-San Giorgio della Circumvesuviana.
È situata nell'omonima zona del quartiere Ponticelli.

## Storia
La stazione venne attivata il 2 marzo 2003, insieme alla nuova variante a doppio binario fra Napoli Centro Direzionale e Volla.

## Strutture e impianti
Aperta insieme alla linea nel 2003, la stazione dispone di un fabbricato viaggiatori che ospita la sala d'attesa e la biglietteria. I binari sono due, uniti tramite una banchina: l'accesso è consentito o tramite un sottopassaggio o attraverso l'uso di scale mobili.

## Movimento
Vi fermano i treni con destinazione Napoli, quelli per Baiano, quelli per Acerra e quelli diretti a San Giorgio a Cremano.
Il traffico passeggeri si mantiene su livelli discreti, soprattutto a livello pendolare verso Napoli.

## Servizi
La stazione dispone di:
- Accessibilità per portatori di handicap
- Sottopassaggio